# Monastère Morth Maryam de Tell Wardiyat
Le monastère Morth Maryam ou Monastère Sainte-Marie est un monastère syriaque orthodoxe situé près du village de Tell Wardiyat,  à 24 kilomètres de la ville de Hassaké et 95 kilomètres de la ville de Qamichli au nord-est de la Syrie.

## Histoire
Le monastère a été consacré le 15 août 2000 par le patriarche Ignace Zakka Ier Iwas.